# Baran (film)
Baran è un film del 2001 diretto da Majid Majidi.

## Trama
Lateef lavora come operaio in un cantiere edile a Teheran, insieme ad altri operai curdi e afgani.

Quando Najaf, un profugo afgano, lavoratore non in regola, ha un incidente di lavoro e deve smettere di lavorare, chiede di farsi sostituire dal figlio Rahmat, un ragazzo dall'apparenza molto fragile. A Lateef vengono dati incarichi molto più pesanti, e ciò fa sì che egli cominci a trattare male Rahmat, che però non risponde mai. Un giorno però Lateef scopre che Rahmat non è un ragazzo ma una ragazza, Baran. Egli decide di mantenere segreta la vera identità della ragazza, altrimenti il padre di lei perderebbe la sua sola fonte di sostentamento, e da quel momento fa di tutto per renderle più leggero il lavoro. Quando un ispettore del cantiere impone il licenziamento di tutti i lavoratori afgani irregolari, Baran è costretta a tornare in Afghanistan con la sua famiglia. L'ultima sequenza del film ci mostra per la prima e unica volta Baran vestita da donna. Mentre la famiglia si prepara a partire, i due ragazzi si danna l'addio senza dire una parola.

## Altre informazioni
Baran, la protagonista femminile, non pronuncia una sola parola in tutto il film.

## Riconoscimenti
- 2001
  - Fajr International Film Festival (miglior film; miglior regista)
  - Gijón International Film Festival (miglior regista; migliore sceneggiatura)
  - Montréal World Film Festival (Grand Prix des Amériques e Premio della Giuria Ecumenica)
  - National Board of Review (Freedom of Expression Award)